# Emblema nacional de Turquia
L'escut de Turquia és un emblema de forma ovalada i de gules (color vermell) amb un creixent (lluna creixent) i una estrella d'argent o color blanc, que són els mateixos elements que formen la bandera, als quals se'ls afegix la denominació oficial del país en turc, Türkiye Cumhuriyeti («República de Turquia»).
Turquia és un dels estats del món que no tenen escut oficial, i l'actual emblema o logotip és el que utilitzen la majoria d'institucions del govern, després d'haver estat introduit per l'impari otomà el 1844. A la coberta dels passaports turcs, per exemple, apareix l'emblema simplificat, que consta tan sols del creixent i l'estrella.
El 1925, el Ministeri d'Educació (Maarif Vekaleti, avui Milli Eğitim Bakanlığı) va dur a terme un concurs per triar l'escut d'armes nacional. El guanyador fou el pintor Namık İsmail Bey, el disseny del qual, però, finalment no fou aprovat com a escut oficial. Aquest escut tenia els elements de l'emblema actual, el creixent i l'estrella d'argent sobre camper de gules, i un llop.

## Galeria d'imatges

Escut de l'Imperi Otomà usat al segle xix
Escut dissenyat el 1925, que mai va entrar en vigor